# Hammond Innes
Pour les articles homonymes, voir Innes.
Ralph Hammond Innes (15 juillet 1913 - 10 juin 1998) est un auteur britannique de roman policier et de livres de voyages. Il a également publié des ouvrages de littérature d'enfance et de jeunesse sous le pseudonyme de Ralph Hammond.

## Biographie
Fils d'un banquier, il fait ses études à l'école de Cranbrook, fondée en 1518. Il exerce le métier de journaliste dès 1931 au sein du Financial Times, alors appelé le Financial News. Son premier roman policier, The Doppelganger, est publié en 1937 et amorce une série de quatre titres ayant pour héros le reporter Peter Deveril. Il sert dans la Seconde Guerre mondiale, terminant major du Royal Regiment of Artillery. Plusieurs de ses romans, qui mêlent récit de guerre, roman de détection et d'espionnage, sont publiés pendant la guerre, parmi lesquels Wreckers Must Breathe (1940), The Trojan Horse (1941) et Attack Alarm (1941), ce dernier relatant son expérience de la Bataille d'Angleterre en tant qu'artilleur dans la lutte antiaérienne. Après sa démobilisation en 1946, il travaille comme écrivain à plein temps et compte parmi ses œuvres plusieurs bests-sellers remarquables par l'attention qu'il porte à la précision des détails dans la description de lieux. Par exemple, Air Bridge (1951) se déroule en partie sur les bases de la Royal Air Force de Gatow, Membury (après fermeture) et Wunstorf pendant le pont aérien de Berlin.
Comme écrivain, Innes respecte un horaire régulier, passant d'abord six mois en voyage et recherches, puis six mois en rédaction. Sa production fléchit dans les années 1960, mais demeure néanmoins substantielle. L'auteur s'intéresse alors aux thèmes écologiques et continue d'écrire jusque peu avant sa mort. Son dernier roman, Delta Connection, paraît en 1996.

## Caractéristiques des œuvres
À l'encontre des normes du thriller standard, les personnages d'Innes sont moins des héros exceptionnels que des hommes ordinaires jetés dans des situations extrêmes par la force des choses. L'intrigue se déroule souvent dans des environnements hostiles (désert, Arctique, pleine mer) ou encore le personnage principal se retrouve mêlé à des conspirations ou des conflits de grande échelle. Les protagonistes sont le plus souvent contraints de ne compter que sur leurs propres forces, faisant de leur mieux avec des moyens limités, plutôt que d'employer des armes ou des gadgets comme dans les œuvres d'autres écrivains. L'amour qu'Innes portait à la mer ainsi que l'expérience qu'il en avait comme yachtman se retrouvent dans plusieurs de ses ouvrages. Il légua la majeure partie de ses biens à l’Association of Sea Training Organisations, afin de permettre à d'autres de bénéficier d'une formation et d'expérience en naviguant sur ces mers qu'il chérissait.

## Adaptations
Quatre de ses premiers romans ont été adaptés au cinéma : Snowbound (1948) à partir de The Lonely Skier (1947), Hell Below Zero (1954) à partir de The White South (1949), Campbell's Kingdom (1957) à partir du roman éponyme (1952) et The Wreck of the Mary Deare (1959) également à partir du roman du même nom (1956). Son roman Golden Soak de 1973 fut adapté dans une série télévisée en six épisodes en 1979.

## Œuvre

### Romans

#### SériePeter Deveril
- The Doppelganger (1937)
- Air Disaster (1937)
- Sabotage Broadcast (1938)
- All Roads Lead to Friday (1939)

#### Autres romans policiers
- Wreckers Must Breathe ou Trapped (1940)
- The Trojan Horse (1940)
- Attack Alarm (1941)
- Dead and Alive (1946)
- Killer Mine (1947) Publié en français sous le titre Cent pieds sous terre, Paris, Denoël, coll. Oscar no 21, 1953
- The Lonely Skier ou Fire in the Snow (1947)
- The Blue Ice (1948)
- Maddon’s Rock ou Gale Warning (1948) Publié en français sous le titre Les Révoltés de Trikkala, Paris, La Maîtrise du Livre, coll. L'Empreinte-Aventures no 4, 1949
- The White South ou The Survivors (1949) Publié en français sous le titre "Croix-du-Sud" ne répond plus, Paris, Hachette, coll. Grands Romans étrangers, 1951 ; réédition, Paris, Hachette Bibliothèque jeunesse, 1952 ; réédition, Paris, Hachette, Bibliothèque verte, 2e série no 108, 1959 ; réédition sous le titre L'Enfer au-dessous de zéro, Paris, Hachette, Bibliothèque rouge, 1974
- The Angry Mountain (1950) Publié en français sous le titre La Montagne en furie, Paris, Hachette, coll. Grands Romans étrangers, 1952
- Air Bridge (1951) Publié en français sous le titre Pont aérien, Paris, Presses de la Cité, coll. Cavalcade, 1955
- Campbell’s Kingdom (1952) Publié en français sous le titre Le Royaume de Campbell, Paris, Hachette, coll. Grands Romans étrangers, 1953
- The Strange Land ou The Naked Land (1954) Publié en français sous le titre Orage sur l'Atlas, Paris, Presses de la Cité, coll. Cavalcade, 1955
- The Wreck of the « Mary Deare » (1956) Publié en français sous le titre Cargaison dangereuse, Paris, Presses de la Cité, coll. Cavalcade, 1956
- The Land God Gave to Cain (1958) Publié en français sous le titre Mystère au Lac du Lion, Paris, Presses de la Cité, 1958
- The Doomed Oasis (1960) Publié en français sous le titre De sang et de sable, Paris, Presses de la Cité, 1961
- Atlantic Fury (1962) Publié en français sous le titre Furie atlantique, Paris, Plon, 1963
- The Strode Venturer (1965) Publié en français sous le titre L'Homme des Maldives, Paris, Plon, 1966
- Levkas Man (1971) Publié en français sous le titre L'Homme de Leucade, Paris, Albin Michel, 1972 ; réédition, Paris, LGF, Le Livre de poche no 3569, 1976
- Golden Soak (1973) Publié en français sous le titre Sous le soleil de Golden Soak, Paris, Albin Michel, 1974
- North Star (1975) Publié en français sous le titre L'Étoile du Nord, Paris, Albin Michel, 1975 ; réédition, Paris, LGF, Le Livre de poche no 5110, 1978
- The Big Footprints (1977) Publié en français sous le titre Les Grandes Empreintes, Paris, Albin Michel, 1978
- Solomons Seal (1980)
- The Black Tide (1982)
- High Stand (1985)
- Medusa (1988)
- Isvik (1991)
- Target Antarctica (1993)
- Delta Connection (1996)

#### Autres romans
- The Conquistadors (1969)
- The Last Voyage: Captain's Cook's Lost Diary (1978)

#### Littérature d'enfance et de jeunesse signés Ralph Hammond
- Coco's Gold (1950) Publié en français sous le titre Le Trésor de Lima, Paris, Presses de la Cité, 1953
- Isle of Strangers (1951) Publié en français sous le titre L'Île des étrangers, Paris, Presses de la Cité, 1954
- Sacacen's Tower (1952) Publié en français sous le titre La Tour sarrasine, Paris, Presses de la Cité, 1953
- Black Gold and Double Diamond (1953) Publié en français sous le titre Le Ranch du grand losange, Paris, Presses de la Cité, 1954

### Recueil de nouvelles
- Tales of Old Inns (1941), en collaboration avec Richard Keverne

### Autres publications
- Harvest of Journeys (1960)
- Scandinavia (1963)
- Sea and Islands (1967)
- Hammond Innes Introduces Australia (1971)
- The Last Voyage (1978)

## Sources
- Claude Mesplède et Jean-Jacques Schleret, SN, voyage au bout de la Noire : inventaire de 732 auteurs et de leurs œuvres publiés en séries Noire et Blème : suivi d'une filmographie complète, Paris, Futuropolis, 1982, 476 p. (OCLC 11972030), p. 1027-1028.
- (en) John M. Reilly (Ed.), Twentieth-century crime and mystery writers, New York, St. Martin's Press, coll. « Twentieth-century writers of the English language », 1982 (réimpr. 1991), 2e éd., 1568 p. (ISBN 978-0-312-82417-4, OCLC 6688156), p. 495-496.